# James Henderson Imlay
James Henderson Imlay (* 26. November 1764 in Imlaystown, Monmouth County, Provinz New Jersey; † 6. März 1823 in Allentown, New Jersey) war ein US-amerikanischer Politiker. Zwischen 1797 und 1801 vertrat er den Bundesstaat New Jersey im US-Repräsentantenhaus.

## Werdegang
James Imlay besuchte bis 1786 das Princeton College. Nach einem anschließenden Jurastudium und seiner 1791 erfolgten Zulassung als Rechtsanwalt begann er in diesem Beruf zu arbeiten. Er war auch Mitglied der Staatsmiliz. Zwischen 1793 und 1796 saß er als Abgeordneter in der New Jersey General Assembly, deren Präsident er im Jahr 1796 als Nachfolger von Ebenezer Elmer war. Ende der 1790er Jahre schloss er sich der von Alexander Hamilton gegründeten Föderalistischen Partei an.
Bei den in New Jersey staatsweit ausgetragenen Kongresswahlen des Jahres 1796 wurde Imlay für den zweiten Sitz seines Staates in das US-Repräsentantenhaus gewählt, wo er am 4. März 1797 sein neues Mandat antrat. Nach einer Wiederwahl, dieses Mal für das vierte Abgeordnetenmandat, konnte er bis zum 3. März 1801 zwei Legislaturperioden im Kongress absolvieren. In dieser Zeit bezog die Regierung und der Kongress die neue Bundeshauptstadt Washington, D.C. Im Jahr 1798 gehörte James Imlay zu den Abgeordneten, die mit der Durchführung eines Amtsenthebungsverfahrens gegen US-Senator William Blount betraut waren.
Nach dem Ende seiner Zeit im US-Repräsentantenhaus praktizierte James Imlay wieder als Anwalt. In den Jahren 1804 und 1805 war er Posthalter in Allentown. Dort ist er am 6. März 1823 auch verstorben.